# Ariosoma anale
Ariosoma anale är en fiskart som först beskrevs av Poey, 1860.  Ariosoma anale ingår i släktet Ariosoma och familjen havsålar. Inga underarter finns listade i Catalogue of Life.